# 抗萬古黴素腸球菌

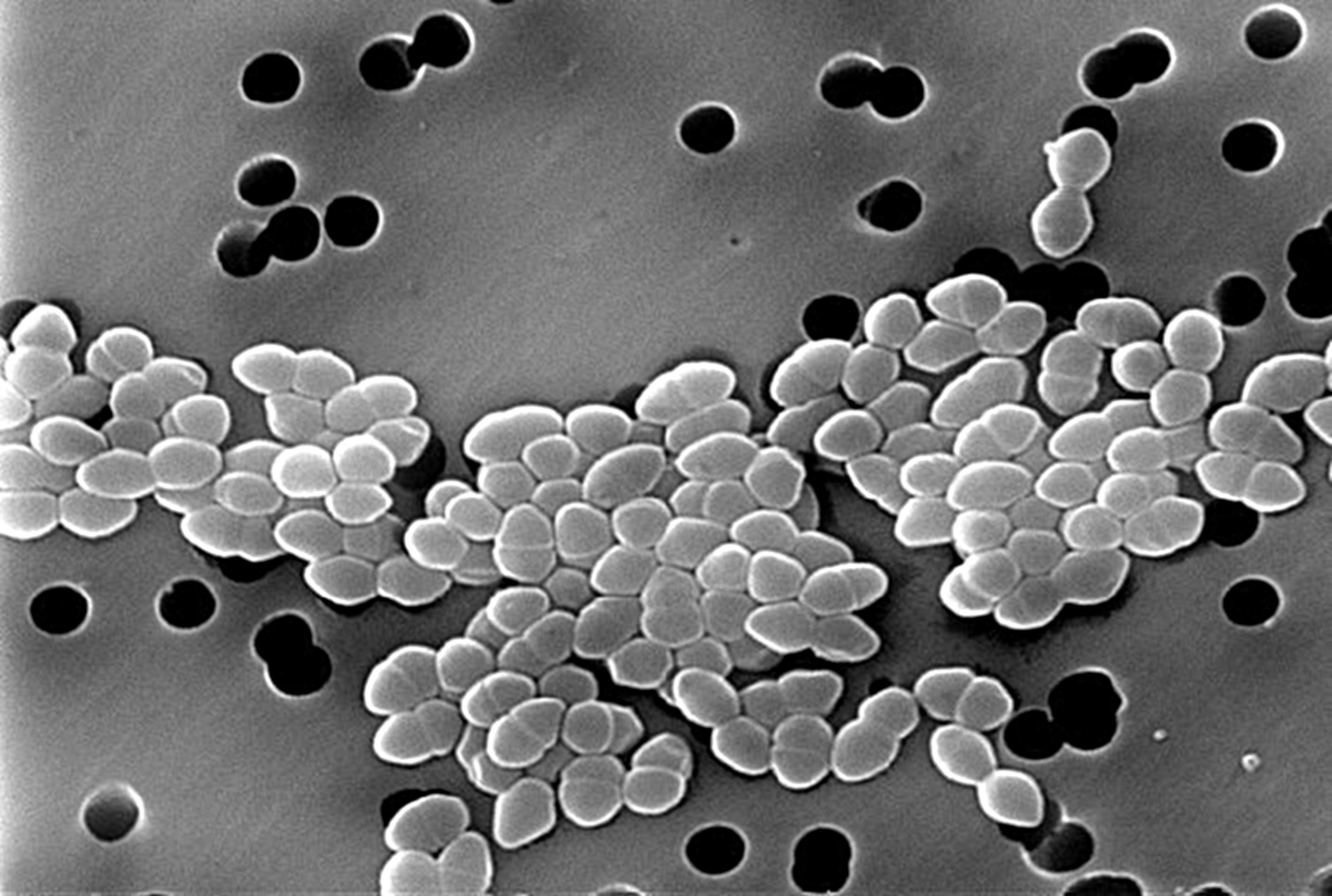
抗萬古黴素抗藥性腸球菌的顯微圖

抗萬古黴素腸球菌（vancomycin-resistant Enterococcus，缩写作 VRE），又名萬古黴素抗藥性腸球菌，是腸球菌屬下的一種細菌，有著對萬古黴素這種抗生素的抗藥性。在腸球菌屬中，對人類有著病原性的有糞腸球菌（Enterococcus faecalis）及屎腸球菌（Enterococcus faecium）。腸球菌屬的細菌主要是在腸內，亦可以在人類的消化道及尿道內發現。VRE最早是於1985年被發現，能穿透對其他細菌有抗菌能力的基因。VRE特別對免疫系統受損的人有危險性，但令健康人士受感染則較少見。一般來說可以引起心內膜炎、敗血病及尿道感染等病症。VRE可以與其他帶有新抗藥性的細菌一同植菌。

## 背景
對於VRE的抗藥性的出現，一般都相信是與用在家畜飼料的抗生素作為治療病人的藥物有所關聯。具體來說，與萬古黴素相似而用在禽畜飼料上的阿伏黴素，能維持飼料的品質及家畜的生長而風行全球。由於家畜攝取了大量的抗生素，很自然地引起腸球菌的抗藥性。畜牧業者經由食用而感染了具有抗藥性的腸球菌，並在醫院接受萬古黴素的治療，而對萬古黴素的抗藥性亦由此而被發現。由於這種原因，日本方面已禁止在飼料上添加阿伏黴素，且對食肉進行VRE的檢查。

## 耐药产生机制
肠球菌对万古霉素可产生vanA、vanB、vanC-1、vanC-2、vanC-3、vanD、vanE等7种耐药基因中的一种或多种，由这些基因可表达相应的耐药因子从而产生7种不同的VRE表型。其中以vanA和vanB两种表型VRE最为常见。这些耐药基因可以通过质粒介导等机制将耐药基因水平转移给其他肠球菌，从而引起多克隆传播。尤其是vanA表型的耐药性是由转座子Tnl546及其类似的转座子介导，它们通常位于VRE质粒上，通过接合及转座，很容易将耐药基因传给其他革兰阳性细菌，例如金黄色葡萄球菌等。

## 流行病學
VRE可以與人類接觸後而被攜帶。雖然相信有很大比例的雞隻帶有VRE，但最常見出現接觸的地方仍是在醫院（院內感染）。頭孢菌素（Cephalosporin）的使用相信是VRE群落發展及感染的風險因子，對使用頭孢菌素的限制跟醫院內VRE的感染及傳播的下降有直接關連。

## 治療
現時在日本方面治療VRE可以使用噁唑烷酮的利奈唑胺及鏈陽菌素的奎奴普丁－達福普丁。而一般對腸球菌有作用的抗生素如氨苄西林、氟喹諾酮及碳青黴烯，VRE都會有著抗藥性。2005年，一種鼠李糖乳桿菌（Lactobacillus rhamnosus）的菌株 GG（簡稱LGG）首次成功地用於治療胃腸道帶有VRE的腎病患者。

## 外部連結
- 《感染控制雜誌》 萬古黴素抗藥性腸球菌之現況及治療 衛生福利部疾病管制署